# 15056 Барбарадіксон
15056 Барбарадіксон (15056 Barbaradixon) — астероїд головного поясу, відкритий 28 грудня 1998 року.
Тіссеранів параметр щодо Юпітера — 3,246.